# لمياء كرم
لمياء كرم هي ممثلة مصرية من مواليد 24 سبتمبر 1995 في الإسكندرية.

## عن حياتها
حاصلة على بكالوريوس تمثيل وإخراج من «المعهد العالي للفنون المسرحية» في بالإسكندرية، وعضوة بنقابة المهن التمثلية. وحاصله على دبلوم إخراج مسرحي.

## بدايتها الفنية
علمت بوجود جلسات لاختيار الفنانين الشباب المشاركين في مسلسل (كليوباتر)، في المعهد العالى للفنون المسرحية بالقاهرة و كان أول من شاهدته هو المخرج (وائل رمضان ) ومن ثم تلقت اتصالًا يطلبون منها مقابلة من جديد في اليوم التالى في الشركة المنتجة لتقابل الفنانه (سولاف فواخرجى) وكانت جلسة تعارف وقالت لها انتى صاحبة ملامح مصرية ذات طابع (فرعونى) وانا اخترتك في دور (ايراس) وصيفة كليوباتر الاوله اقرب شخص منى.

## أعمالها

### المسلسلات
| المسلسل                | سنة الإنتاج | الدور      |
| ---------------------- | ----------- | ---------- |
| حواديت الشانزليزيه     | 2019        | شريفة هانم |
| زلزال                  | 2019        | ريهام      |
| مليكة                  | 2018        | شيرى       |
| عائلة الحاج نعمان (ج2) | 2018        | لميا       |
| قانون عمر              | 2019        |            |
| الزيبق                 | 2017        | لبنى       |
| حق ميت                 | 2015        | هوايدا     |
| الصندوق الاسود         | 2015        |            |
| شارع عبدالعزيز 2       | 2014        |            |
| شمس                    | 2014        |            |
| الصقر شاهين            | 2013        |            |
| خطوط حمراء             | 2012        | زوزو       |
| طرف ثالث               | 2012        |            |
| كليوباتر               | 2010        | ايراس      |
| كلمات (أواخر الشتا     | 2011        | ريم        |

### السينما
| سنة الانتاج | الفيلم      | الدور |
| ----------- | ----------- | ----- |
| 2016        | البر التانى | نصره  |
| 2014        | صنع في مصر  |       |

### في المسرح
| سنة الإنتاج | المسرحية     |
| ----------- | ------------ |
| 2013        | كناس وناس    |
| 2015        | سالومى       |
| 2016        | عشق          |
| 2018        | الثامنة مساء |

## وصلات خارجية
- لمياء كرم على موقع IMDb (الإنجليزية)
- لمياء كرم على موقع الدهليز
- لمياء كرم على موقع قاعدة بيانات الأفلام العربية
- لمياء كرم انتهت من تصوير "حواديت الشانزليزيه" وتنتظر العرض
- بعد نجاحها في "زلزال".. لمياء كرم أمام إياد نصار في «حواديت الشانزليزيه»
- لمياء كرم
- لمياء كرم تستعد لتصوير مسلسل "الزئبق"
- لمياء كرم .. تستعد لتصوير مسلسل” الزئبق “
- لمياء كرم تكشف كواليس 'البر التانى' على 'النهار' مساء اليوم
- لمياء كرم ابنة ماجد المصري في "زلزال"
- لمياء كرم: العمل مع دينا الشربيني "متعة".. والمسرح عشق